# Пробовідбирач донний
Пробовідбирач донний рос. пробоотборник донный; англ. bottom sampler; нім. Bodenprobenehmer m – ґрунтозабірний прилад для відбору взірців крихких неконсолідованих осадів з морського дна; може мати форму черпака, який залишається відкритим, доки не досягне морського дна, де він автоматично закривається, забираючи при цьому пробу. Черпак залишається закритим до винесення проби на поверхню.

## Див.також
- Пробовідбирач баровий
- Пробовідбирач глибинний
- Пробовідбирач ківшевий
- Пробовідбирач лотковий
- Пробовідбирач маятниковий
- Пробовідбирач скреперний
- Пробовідбирач у нафтовій геології
- Пробовідбирач щілинний